# Oefter Bach
Der Oefter Bach (GKZ 276978) ist ein 4,8 km langer, orografisch linker Nebenfluss der Ruhr in Nordrhein-Westfalen.

## Geographie

### Verlauf
Der Bach entspringt etwa 1,2 km westlich des Verlberter Ortsteils Langenhorst auf einer Höhe von 150 m ü. NN. Von hier aus überwiegend in westliche Richtungen durch Essen-Heidhausen und Kettwig fließend, mündet der Bach schließlich bei Schloss Oefte auf 44 m ü. NN in die Ruhr.
Der Oefter Bach überwindet auf seinem 4,8 km langen Weg einen Höhenunterschied von 106 m, was einem mittleren Sohlgefälle von 22,1 ‰ entspricht.
Ein 400 Meter langer Abschnitt im Bereich des Tüschener Wegs zwischen Kettwig und Heidhausen, in dem der Bach verrohrt verlief, wurde in der ersten Jahreshälfte 2025 naturnah ausgebaut. Damit wurde die ökologische Gewässerqualität entsprechend der Europäischen Wasserrahmenrichtlinie verbessert und durch eine geschwungene Flussführung und naturnahe Uferbereiche der Lebensraum für Wasserlebewesen wieder hergestellt sowie die Überflutungsgefahr in diesem Bereich entschärft. Die Kosten von 750.000 Euro wurden zu 80 Prozent durch das Land Nordrhein-Westfalen gefördert.

### Einzugsgebiet
Das 11,21 km² große Einzugsgebiet des Oefter Bachs wird durch ihn über Ruhr und Rhein zur Nordsee entwässert.
Es grenzt
- im Nordosten an das Einzugsgebiet des Pfefferbachs, der in die Ruhr mündet;
- im Osten an das des Rosentalbachs, der ebenfalls ein Ruhrzufluss ist;
- im Süden an das des Ruhrzuflusses Rinderbach;
- und im Nordwesten an das der Ruhr selbst.

Die Talauen sind zum großen Teil bewaldet, ansonsten dominiert Ackerland.

### Zuflüsse
- Barnscheid Beecke (links), 0,8 km[7]
- Püsters Bach (links), 0,9 km
- Nohrbach (links), 0,6 km[7]
- Tüschener Bach (links), 1,4 km
- Oefter Bach [sic] (rechts), 1,4 km[7]
- N.N. [GKZ 2769784] (rechts), 1,5 km
- Bücker Bach (rechts), 1,0 km
- Römmersbach (links), 3,2 km
- Hitzbleckbach (links), 1,9 km